# سامسونج غالكسي اون 5
سامسونج غالكسي اون5  هو هاتف أندرويد دكي منتج من طرف سامسونج للإلكترونيات. تم الإعلان عنه  في تشرين الأول / أكتوبر 2015 وتم إصداره في في تشرين الثاني / نوفمبر 2015. يمتلك معالج رباعي الانوية (3475  Exynos) 32 بت(SoC) و داكرة عشوائية تقدر  ب 1.5 جيجابايت.
غالكسي On5 يمتلك كاميرة خلفية 8 ميجابيكسل مع فلاش LED, فتحة البؤرية f/2.2, التركيز التلقائي و كاميرا امامية 5 ميجابيكسل 85 درجة(85 درجة) كاميرا بزاوية واسعة  يمكن أن تمتد إلى ما يصل إلى 120 درجة(120 درجة).

## المواصفات

### العتاد(الهاردوير )
الهاتف يمتلك شريح. معالج Exynos 3475 رباعية الانوية الذي يشمل Quad-core 1.3 GHz Cortex-A7 معالج GPU Mali-T720 و 1.5 جيجابايت من ذاكرة الوصول العشوائي, مع 8 جيجابايت من سعة التخزين الداخلية وبطارية 2600 mAh. سامسونج غالاكسي On5 بقياس 5 بوصة تدعم إلى مايصلح 16 مليون لون يمتاز  بكاميرا الخلفية تصل إلى 8 ميغابكسل،  كاميرا أمامية ب 5 ميجابكسل .

### النظام (سوفتوير )
الهاتف رسميا يشتغل بالاندرويد 6.0.1 الخطمي اعتبارا من 24 مارس 2017.